# Ziniaré
Ziniaré är en regionhuvudort i Burkina Faso.   Den ligger i provinsen Province d'Oubritenga och regionen Plateau-Central, i den centrala delen av landet, 40 km nordost om huvudstaden Ouagadougou. Ziniaré ligger 303 meter över havet och antalet invånare är 12 703.
Terrängen runt Ziniaré är platt. Det finns inga andra samhällen i närheten.
Trakten runt Ziniaré består till största delen av jordbruksmark. Runt Ziniaré är det ganska tätbefolkat, med 116 invånare per kvadratkilometer.